# Barbus rebeli
Barbus rebeli is een  straalvinnige vissensoort uit de familie van eigenlijke karpers (Cyprinidae). De wetenschappelijke naam van de soort is voor het eerst geldig gepubliceerd in 1926 door Koller.
De soort staat op de Rode Lijst van de IUCN als niet bedreigd, beoordelingsjaar 2010.